# Langenselbold
Langenselbold est une municipalité allemande située dans le land de la Hesse et l'arrondissement de Main-Kinzig.

## Jumelages
| Ville | Ville       | Pays | Pays     | Période              |
| ----- | ----------- | ---- | -------- | -------------------- |
|       | Mondelange, |      | France   | depuis le 5 mai 1968 |
|       | Simpelveld  |      | Pays-Bas |                      |

Langenselbold, Mondelange et Simpelveld constituent un cas de jumelage tripartite.